# Буніна Ірина Олексіївна
Іри́на Олексі́ївна Бу́ніна (рос. Ирина Алексеевна Бунина; нар. 17 серпня 1939, Магнітогорськ, Челябінська область, РСФСР, СРСР  — пом. 9 липня 2017, Київ, Україна) — радянська, українська та російська акторка, народна артистка України (1992).

## Біографія
Народилася 17 серпня 1939 року в місті Магнітогорськ, РСФСР.
У 1961 році закінчила Московське театральне училище ім. Щукіна.
З 1961 року по 1966 рік — акторка Театру ім. Євгена Вахтангова в Москві.
З 1966 року — акторка Київського російського драматичного театру ім. Лесі Українки (нині — Національний академічний драматичний театр імені Лесі Українки).

Надгробок Ірини Буніної, Байкове кладовище

В останні роки життя тяжко хворіла, перенесла кілька операцій. Померла 9 липня 2017 року у Києві. Була кремована, прах похований в колумбарії Байкового кладовища (ділянка № 17\1отк, 50°24′55.03″ пн. ш. 30°30′15.90″ сх. д. / 50.4152861° пн. ш. 30.5044167° сх. д.).

### Сім'я
Представниця акторської династії. Батько — актор Олексій Бунін, мати — акторка Клавдія Буніна. Перший чоловік — актор Микола Гриценко. Дочка — акторка Анастасія Сердюк (від актора Леся Сердюка). Онука — акторка Клавдія Дрозд.

## Ролі в театрі
- «Марія» (Салинського) — Марія
- «Сподіватися» (Щербака) — Олена Пчілка

### В Театрі ім. Євгена Вахтангова
- «Живой труп» (Льва Толстого) — Маша
- «Варвара» (О. Горького) — Монахова

### ВКиївському російському драматичному театрі ім. Лесі Українки
- «Варвари» (Горького) — Надія Монахова
- «Влада темряви» (Льва Толстого). Режисер Борис Ерін — Анисія
- «Пізня любов» (Островського) — Лебьодкіна
- «Різдвяні мрії» (за п'єсою Надії Птушкіної «Поки вона вмирала»). Режисерка Ірина Дука. — бабуся-мати

## Ролі в кіно
- 1959 — Батьківський дім — листоноша
- 1960 — Люблю тебе, життя! — Груня
- 1961 — Артист із Коханівки — Марина
- 1964 — Мати і мачуха — агрономка
- 1964 — Вірте мені, люди — Ніна Єлисєєва
- 1969 — Щовечора в одинадцять — Катя
- 1970 — Африканич — Катерина, дружина Афріканича
- 1972 — Найостанніший день — Віра Кукушкіна
- 1973 — Абітурієнтка — Олена Василівна
- 1973 — Щовечора після роботи — Лідія Іванівна Рокотова, директор школи
- 1973-1983 — Вічний поклик — Лушка
- 1977 — Тривожний місяць вересень — Варвара
- 1979 — Поїздка через місто (новела «Любов під псевдонімом»)
- 1979 — Біла тінь — Ліпеха
- 1980 — Дивна відпустка (3 серії)
- 1981 — Жінки жартують серйозно — співробітниця НДІ
- 1983 — Грачі — Галина Грач
- 1983 — Вир — Уляна (Київська кіностудія художніх фільмів)
- 1983 — Миргород та його мешканці — Агафія Федосіївна
- 1986 — Прем'єра у Сосновці — Антоніна
- 1986 — Міст через життя
- 1986 — Дім батька твого — Уляна
- 1990 — Мої люди — Тамара
- 1999 — День народження Буржуя (15 серій)
- 1999 — Аве Марія
- 2001 — Леді Бомж
- 2002 — Бабин Яр — Поліна
- 2005 — Братство — княгиня Рєпніна
- 2006 — Повернення Мухтара 3 (8-а серія — «З днем народження, дідусь!») — Варвара
- 2008 — Повернення Мухтара 4 (65-я серія — «Колір заздрості») — Галина Іванівна

та інші фільми…

## Нагороди
- Заслужена артистка УРСР (1974).
- Народна артистка України (1992)[1][2][3][4].
- Лауреатка премії «Київська пектораль» (2009) у номінації Оргкомітету «За вагомий внесок у розвиток театрального мистецтва»[4].